# 遠鉄自動車学校
株式会社遠鉄自動車学校（えんてつじどうしゃがっこう）は、遠鉄グループの企業の一つ。静岡県浜松市中央区・磐田市で「遠鉄自動車学校」と「遠鉄磐田自動車学校」他、計6校を運営する企業で、通常は静岡県浜松市中央区小池町にある遠鉄自動車学校のことを指す。以前は、「遠鉄浜北自動車学校」(「遠鉄浜北自動車学校」はかつて、「遠鉄西鹿島自動車学校」と呼ばれていた)もあったが、2003年に閉校している。
1991年に遠鉄スポーツクラブエスポをオープンし運営していたが、2012年に遠州鉄道にスポーツクラブ事業を移管した。
なお、浜松市中央区の「浜松自動車学校」、袋井市の「遠鉄袋井自動車学校」、御前崎市の「遠鉄浜岡自動車学校」、焼津市の「遠鉄中部自動車学校」は、遠鉄グループの別会社（株式会社浜松自動車学校）が運営していたが、2018年10月に合併した。2022年には遠鉄フォークリフトスクール浜松を浜松自動車学校内に設置し、地域の幅広い免許取得需要に応えている。
教習スタイルは通学と合宿の両方を展開しており、それぞれ学校ごとの通学サイト、合宿サイトを展開している。またプロ免許での免許取得も多く、浜松自動車学校、遠鉄磐田自動車学校、遠鉄浜岡自動車学校でその多くを受け入れている。

## 沿革
- 1964年9月5日 - 株式会社遠鉄自動車学校を設立。
- 1964年10月11日 - 株式会社磐田自動車教習所を設立。
- 1965年3月19日 - 磐田自動車学校が静岡県公安委員会から指定自動車教習所の指定を受ける。
- 1965年11月4日 - 遠鉄自動車学校が静岡県公安委員会から指定自動車教習所の指定を受ける。
- 1970年4月23日 - 西鹿島校（1988年、遠鉄浜北自動車学校と改称）営業開始（2003年4月30日閉校）
- 1975年10月24日 - 株式会社磐田自動車教習所を系列下に収める。
- 1976年11月16日 - 磐田自動車学校、校舎を新築。（鉄骨2階建）
- 1977年6月10日 - 株式会社磐田自動車教習所の社名を株式会社遠鉄磐田自動車学校とする。（校名は据え置き）
- 1978年4月1日 - 磐田自動車学校を校名変更し、遠鉄磐田自動車学校となる。
- 1988年7月1日 - 株式会社遠鉄磐田自動車学校を吸収合併
- 1991年3月30日 - 遠鉄スポーツクラブエスポ完成
- 2002年11月1日 - 遠鉄自動車学校、新校舎完成
- 2004年10月25日 - 遠鉄磐田自動車学校、新校舎完成
- 2007年6月2日 - 遠鉄磐田自動車学校、中型一種・中型二種教習を開始。全車種教習となる。
- 2012年2月1日 - スポーツクラブ事業を遠州鉄道株式会社に吸収分割
- 2013年11月10日 - 遠鉄磐田自動車学校、合宿寮完成
- 2018年10月1日 - 株式会社浜松自動車学校を吸収合併
- 2018年12月14日 - 袋井校、準中型教習を開始
- 2019年12月24日 - 中部校、準中型教習を開始
- 2022年6月6日 - 遠鉄フォークリフトスクール浜松講習開始

## 遠鉄自動車学校

### 所在地
- 静岡県浜松市中央区小池町1552

遠州鉄道の駅「自動車学校前駅」に隣接している

### 取扱車種
- 普通自動車(MT/AT)
- 準中型自動車
- 普通自動車第二種免許（MT車・AT車）
- 普通自動二輪車免許（MT車・AT車）
- 大型自動二輪車免許（MT車・AT車）

### 取扱講習
- ペーパードライバー講習
- 企業向安全運転講習
- 高齢者講習
- 初心者運転講習

## 浜松自動車学校
浜松自動車学校(はままつじどうしゃがっこう)は株式会社遠鉄自動車学校が静岡県浜松市で運営する自動車学校のことを指す。教習車種は普通車・大型・中型・準中型・大型特殊などを取り扱っている。静岡県で初めて民間の公安委員会指定校として認可された歴史のある教習所で、普通車だけでなく、大型・中型・特殊・けん引などの車種を取り扱っている。ストレートが230mの広い教習コースを持ち、女性専用の合宿用宿泊施設を併設している。若い教習指導員が多く、女性指導員が多いのも特徴となっている。

### 所在地
- 静岡県浜松市中央区丸塚町1番地

### アクセス
- 遠鉄バス78蒲線「浜松自動車学校」停留所から徒歩約3分。

### 取扱車種
- 普通自動車(MT/AT)
- 準中型自動車
- 中型自動車
- 大型自動車
- 大型特殊自動車
- けん引

### 取扱講習
- 企業向安全運転講習
- 高齢者講習

## 遠鉄磐田自動車学校
遠鉄磐田自動車学校（えんてついわたじどうしゃがっこう）は、株式会社遠鉄自動車学校が静岡県磐田市で運営する自動車学校のことを指す。普通車だけでなく、大型・中型・大型特殊・二種・二輪など、全車種教習を取り扱っている自動車学校である。

### 所在地
- 静岡県磐田市見付5015

### アクセス
- 遠鉄バス80中ノ町磐田線（・21城之崎線）「見付」停留所から徒歩約3分。

### 取扱車種
- 普通自動車(MT/AT)
- 準中型自動車
- 中型自動車
- 大型自動車
- 大型特殊自動車
- けん引

- 普通自動車第二種免許
- 中型自動車第二種免許
- 大型自動車第二種免許
- 普通自動二輪車
- 大型自動二輪車

### 取扱講習
- ペーパードライバー講習
- 企業向安全運転講習
- 高齢者講習
- 初心者運転講習
- 取得時講習

## 遠鉄袋井自動車学校
遠鉄袋井自動車学校（えんてつふくろいじどうしゃがっこう）は、株式会社遠鉄自動車学校が静岡県袋井市で運営する自動車学校のことを指す。普通車・準中型の教習を実施している自動車学校である。

### 所在地
- 静岡県袋井市諸井1238

### アクセス
- 秋葉バスサービス秋葉中遠線「諸井」停留所から徒歩約3分。

### 取扱車種
- 普通自動車(MT/AT)
- 準中型自動車

### 取扱講習
- 高齢者講習

## 遠鉄浜岡自動車学校
遠鉄浜岡自動車学校（えんてつはまおかじどうしゃがっこう）は、株式会社遠鉄自動車学校が静岡県御前崎市で運営する自動車学校のことを指す。普通車・大型・中型・準中型・大型特殊の教習を実施している自動車学校である。

### 所在地
- 静岡県御前崎市

### アクセス
- 御前崎市自主運行バス御前崎市内線「東町公民館前」停留所から徒歩約10分。

### 取扱車種
- 普通自動車(MT/AT)
- 準中型自動車
- 中型自動車
- 大型自動車
- 大型特殊自動車

### 取扱講習
- 高齢者講習

## 遠鉄中部自動車学校
遠鉄中部自動車学校（えんてつちゅうぶじどうしゃがっこう）は、株式会社遠鉄自動車学校が静岡県焼津市で運営する自動車学校のことを指す。普通車・準中型・大型二輪・普通二輪・小型二輪の教習を実施している自動車学校である。遠鉄自動車学校グループでは唯一の静岡県中部地域の自動車学校であり、焼津市では唯一の二輪免許が取得できる自動車学校である。

### 所在地
- 静岡県焼津市柳新屋771

### アクセス
- JR西焼津駅より徒歩7分

### 取扱車種
- 普通自動車(MT/AT)
- 準中型自動車
- 普通自動二輪車
- 大型自動二輪車

### 取扱講習
- 高齢者講習

## 遠鉄フォークリフトスクール浜松
遠鉄フォークリフトスクール浜松(えんてつふぉーくりふとすくーるはままつ)は株式会社遠鉄自動車学校が静岡県浜松市で運営するフォークリフトスクールのことを指す。浜松自動車学校内に併設をされており、仕事をしながらも通学ができる平日プラン、土日プランの選択が可能になっている。静岡労働局長登録教習機関（登録番号 第82号）

### 所在地
- 静岡県浜松市中央区丸塚町1番地

### アクセス
- 遠鉄バス78蒲線「浜松自動車学校」停留所から徒歩約3分。

## 運営サイト

### 株式会社遠鉄自動車学校コーポレートサイト
株式会社遠鉄自動車学校のコーポレートサイト。プラン検索から申込、決済までが完結するサイト構成となっている。

### 合宿免許in静岡
株式会社遠鉄自動車学校が運営する合宿免許取得の申込ができるサイト。プラン検索、申込、決済までが完結でき、電話連絡不要で申込ができるようになっている。

### 大型・中型免許合宿静岡
株式会社遠鉄自動車学校が運営するプロ免許の合宿免許取得の申込ができるサイト。プラン検索、申込、決済までが完結でき、電話連絡不要で申込ができるようになっている。また見積もりダウンロード機能などもある。